# Моріс Вайт
Моріс Вайт (англ. Maurice White; 19 грудня 1941 — 3 лютого 2016) — американський співак і автор пісень, музикант, продюсер, аранжувальник і керівник групи. Засновник гурту Earth, Wind & Fire. Старший брат чинного учасника гурту Earth, Wind & Fire Earth Вердін Вайта, І колишнього учасника Фреда Вайта. Його кар'єра почалася в 1961 році, припинив виступати в 2014 році через проблеми зі здоров'ям.
Моріс Вайт народився в Мемфісі, штат Теннессі, потім жив в Чикаго, штат Іллінойс.
Вайт був основним автором пісень і продюсером групи, і був одним з вокалістів (поряд з Філіпом Бейлі) Моріс Вайт виграв сім Греммі і був номінований на Греммі 21 в цілому.
Вайт помер уві сні від ускладнень хвороби Паркінсона в своєму будинку в Лос-Анджелесі, штат Каліфорнія, у віці 74 років.